# I Used to Love H.E.R.
Singles de Common
Soul by the Pound
(1993) Resurrection
(1995)
Pistes de Resurrection
Resurrection Watermelon
I Used to Love H.E.R. est une chanson de l'artiste hip-hop Common. Extraite de l'album Resurrection et publiée en single le 23 août 1994, cette chanson est l'une des plus connues de Common. Produite par No I.D., elle contient un sample de The Changing World de George Benson. On la retrouve également sur la compilation Thisisme Then: The Best of Common.

## Contenu
Cette chanson est une métaphore, la femme représentant la musique hip-hop. L'acronyme « H.E.R. » signifie « Hearing Every Rhyme ».
I Used to Love H.E.R. parle de la direction qu'a pris la musique hip-hop à la fin des années 80 et au début des années 90. Elle fait référence au désamour du rap politique au profit de la popularité grandissante du rap West Coast et du G-funk.
Dans la chanson, Common compare la dégradation d'une femme à la détérioration de la musique hip-hop. Cette critique a déclenché une querelle avec le rappeur de la côte Ouest Ice Cube et attisé l'animosité entre les côtes Est et Ouest, en dépit du fait que Common soit originaire de Chicago.

## Critique et réception
I Used to Love H.E.R. est considérée comme l'une des plus grandes chansons de hip-hop jamais enregistrée,.
Tiffany Hamilton, de AllHipHop.com, la décrit comme une « ode intemporelle au hip-hop [...] qui a imposé Common comme l'un des pionniers du rap conscient ». Alex Henderson, de AllMusic, considère que c'est le morceau le plus remarquable de l'album Resurrection. Mark Anthony Neal, professeur à l'Université Duke, a déclaré que c'était le meilleur single jamais produit par Common. Pour Andrea Duncan-Mao, du magazine XXL, c'est une « ode douce-amère au hip-hop » et un « classique ».
En 2008, la chaîne VH1 l'a classée numéro 69 des 100 meilleures chansons de hip-hop (VH1's 100 Greatest Songs of Hip Hop) et About.com meilleure chanson de rap de tous les temps (Greatest Rap Songs of All Time).

## Hommages etremixes
En 1999, Chuck D a fait figurer I Used to Love H.E.R. sur la compilation Louder Than a Bomb.
En 1999, le rappeur français Zoxea enregistre une chason, "Rap, musique que j'aime", issu de l'album "A mon tour d'briller" qui reprend le thème de la chanson.
En 2005, le rappeur Jin mentionne la chanson de Common dans son single intitulé Top 5 (Dead or Alive) : « Trying to figure out the fly chick I discovered... At the same time Common said he used to love her ».
En 2006, le groupe Vitamin Jazz fait une reprise de I Used to Love H.E.R sur l'album Commonication: The Smooth Jazz Sessions to the Music of Common. Toujours en 2006, sur Spring of the Songbird, album du rappeur Sivion, figure la chanson I Still Love H.E.R. en hommage à Common.
En 2007, le groupe japonais Teriyaki Boyz et Kanye West ont écrit une chanson intitulée I Still Love H.E.R. qui fait référence à I Used to Love H.E.R..
En 2008, la chanson a inspiré au rappeur Danny! le titre de son album And I Love H.E.R.: Original Motion Picture Soundtrack ainsi que le troisième morceau de l'opus intitulé I Want H.E.R. (She's So Heavy).
Les deux premiers vers de I Used to Love H.E.R. ont été repris par Kanye West au début de son titre intitulé Homecoming.
En 2009, le MC de Brooklyn, Israel The ILLa Real, a déclaré que le titre de son album I Fell In Love With H.E.R. (Hearing Every Rhyme) avait été inspiré par la chanson de Common.
Dans son morceau, Showing Out, le duo Clipse fait référence à la chanson de Common : « Common loved H.E.R., I wish I'd never met her. ».
Le producteur 9th Wonder a remixé I Used to Love H.E.R et l'a publié en single avec The 6th Sense en face B. En 2010, Murs et 9th Wonder ont enregistré I Used to Luv H.E.R.(Again) sur leur album Fornever.
Le groupe de hip-hop chinois TriPoets a écrit Used to Love Her, chanson faisant allusion à I Used to Love H.E.R..
La chanson figure également sur l'album mashup de Team Teamwork, The Ocarina of Rhyme. Cet album propose plusieurs morceaux de hip-hop remixés avec la musique du jeu vidéo The Legend of Zelda.

## Clip
Le clip de I Used to Love H.E.R. a été réalisé par Chris Halliburton. On y voit South Side, le quartier de Chicago d'où est originaire Common, ainsi qu'une femme, image métaphorique de la chanson, se transformant petit à petit en gangster, allusion à la montée en puissance du gangsta rap.